# بویل، آلبرتا
بویل، آلبرتا (به انگلیسی: Boyle, Alberta) یک منطقهٔ مسکونی در کانادا است که در اتاباسکا واقع شده‌است. بویل ۸۴۵ نفر جمعیت دارد.